# Beruti
Beruti är en udde i Antarktis. Den ligger i Västantarktis. Argentina, Chile och Storbritannien gör anspråk på området.
Terrängen inåt land är huvudsakligen kuperad, men den allra närmaste omgivningen är platt. Havet är nära Beruti åt nordväst. Trakten är glest befolkad. Närmaste befolkade plats är Gonzalez Videla Station, 12,3 kilometer öster om Beruti. 